# جراحی رادیکال
جراحی رادیکال یا دیسکسیون رادیکال(به انگلیسی: Radical surgery)اشاره به روش جراحی برداشتن دستگاه گردش خون، غدد لنفاوی و گاهی ساختارهای مجاور از یک عضو آسیب دیده، در طی جراحی دارد.

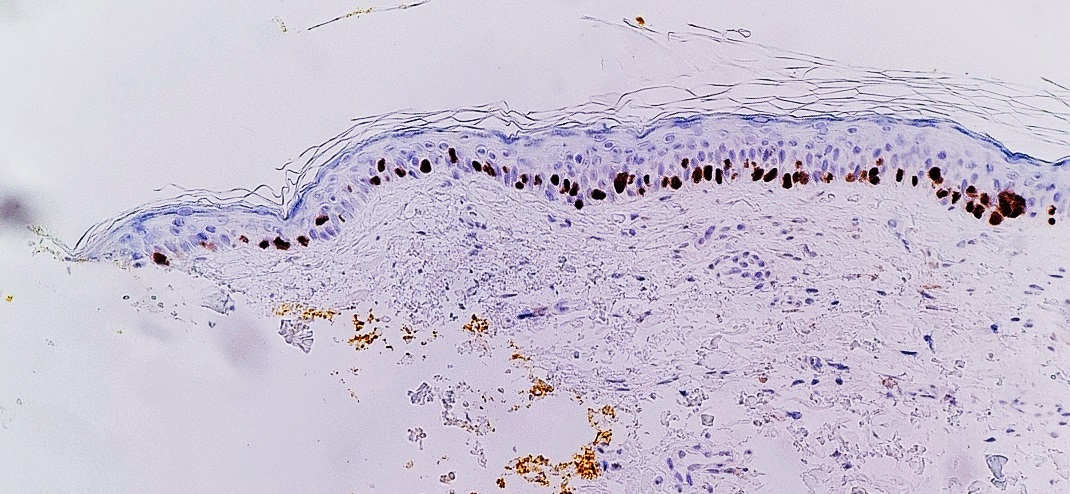
ایمونوهیستوشیمی با SOX10 (رنگ آمیزی هسته سلول‌های ملانوسیت‌ها) از لنتیگو بدخیم، نشانگر افزایش تعداد ملانوسیت‌ها در لایه بازال پوست، و پلومورفیسم هسته‌ای است. این تغییرات با حاشیه برداشت مجدد (با رنگ زرد، در سمت چپ) همراه است، و تشخیص یک بیماری بدخیم لنتیگو را که به طور رادیکال برداشته نشده است، مطرح می‌کند.

در جراحی سرطان‌شناسی، جراحی رادیکال، به فرآیندی گویند که در طی آن با برداشتن تومور یا غدد لنفاوی خوشه‌ای و با گرفتن محتوایت آن‌ها می‌توان به تشخیص و درمان بیماری کمک کرد. (مانند ماستکتومی رادیکال)